# Klosterstudie
Die Klosterstudie, auch Cloister-Study, ist eine Metaanalyse und zum internationalen Begriff im Zusammenhang mit der signifikanten Disparität bei der Lebenserwartung von Frauen und Männern geworden. Die Studien wurden anhand von weiblichen und männlichen Mitgliedern monastischer Ordensgemeinschaften erstellt, in denen Männer und Frauen einen fast identischen Lebensstil pflegen, was Rückschlüsse auf biologische und andere Faktoren der Lebenserwartung beider Geschlechter zulässt. So können Umweltfaktoren als Einflussgrößen zur Übersterblichkeit von Männern zu einem wesentlichen Teil ausgeschlossen werden.
Die Studie wird fortlaufend erweitert. 2010 hat der Europäische Forschungsrat Fördergelder zur weiteren Erforschung dieses Missverhältnisses zur Verfügung gestellt (ERC Project No. 262663).

## Ursprung
Zwischen den 1960er und 1970er Jahren hat sich eine allgemeine Sichtweise über die Geschlechterunterschiede in Gesundheit und Sterblichkeit entwickelt, die in dem bekannten Satz „Women are sicker, but men die quicker“ zusammengefasst wurde. In jüngster Zeit wurde diese Sichtweise zunehmend in Frage gestellt. Dennoch hat sich die Vorstellung eines paradoxen Verhältnisses zwischen der Morbidität und Mortalität von Frauen und Männern bis heute erhalten.
1998 sorgte der Bevölkerungswissenschaftler Marc Luy mit seiner Diplomarbeit über die Mortalität in bayerischen Frauen- und Männerklöstern in der Fachwelt für Aufmerksamkeit. Eingereicht zum Nachwuchswissenschaftler-Wettbewerb der Deutschen Stiftung Weltbevölkerung und der Deutschen Gesellschaft für Bevölkerungswissenschaft, zog die Jury die Diplomarbeit den ebenfalls eingereichten Dissertationen deutlich vor. 2002 wurde die Arbeit unter dem Titel Warum Frauen länger leben in den Bestand des Bundesinstituts für Bevölkerungsforschung übernommen.
Ausgehend von der deutlich höheren Lebenserwartung von Mönchen im Vergleich mit Männern der Allgemeinbevölkerung wies Luy über eine retrospektive Studie nach, dass unter entsprechenden Bedingungen die Lebenserwartung von Männern fast an die von Frauen heranreicht.

### Arbeitshypothese
Wenn biologische, nicht beeinflussbare Faktoren für die Lebenserwartung eine signifikante Rolle spielen, dürfte es geschlechtsspezifisch zwischen Kloster- und Allgemeinbevölkerung keine Unterschiede geben. Sollten aber Verhalten und Umwelt, also vom Menschen beeinflussbare Faktoren eine Rolle spielen, müssten Nonnen und Mönche ähnlich lange Lebenserwartungen haben.

### Datensatz

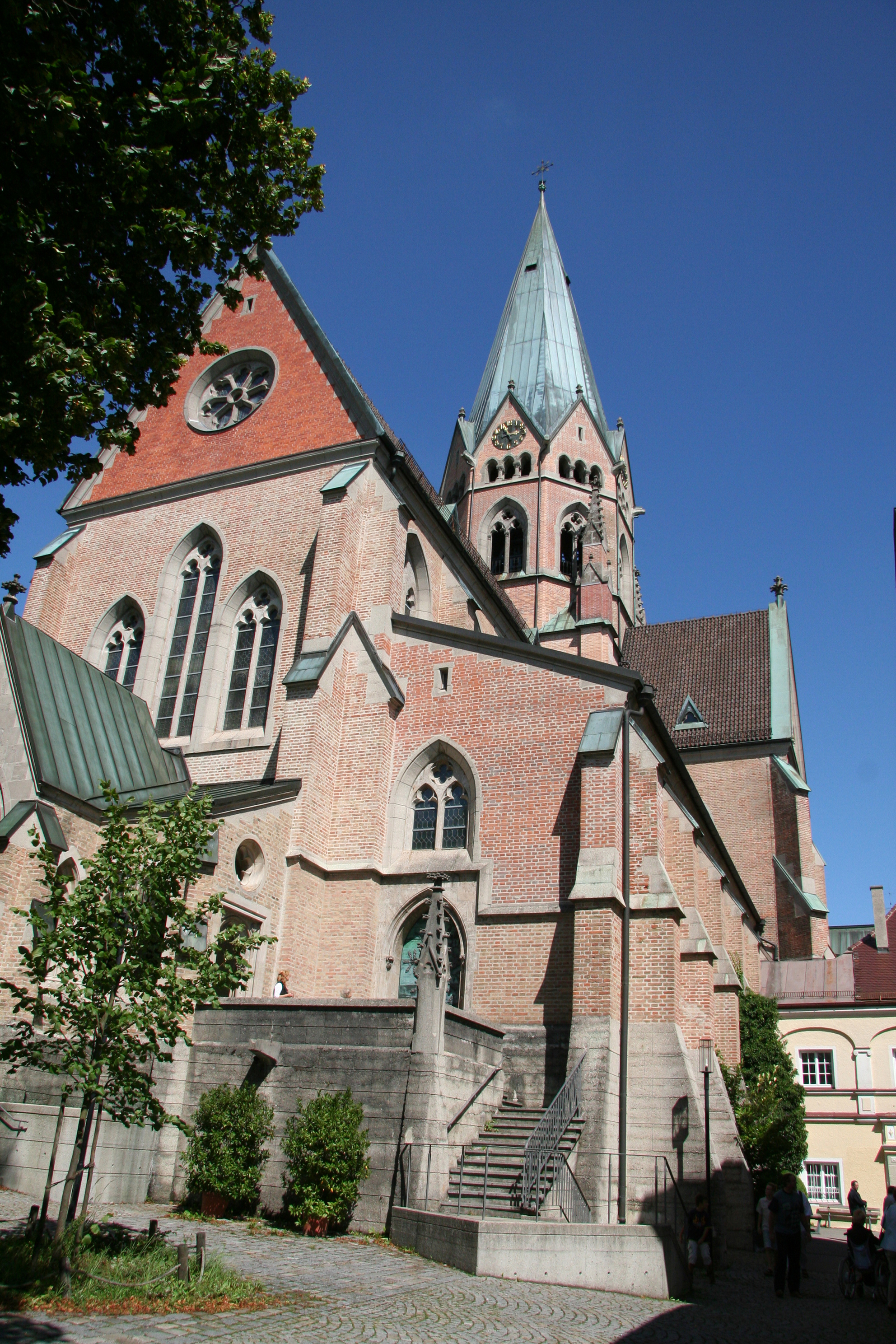
Klosterkirche der Erzabtei St. Ottilien

Insgesamt umfasst der in der Erststudie in den Jahren 1996 und 1997 manuell und direkt vor Ort erhobene Datensatz elf bayerische Klöster mit 11.624 Ordensmitgliedern, davon 6.154 Nonnen und 5.470 Mönche. Erhoben wurde aus Karteikarten und vorhandenen Computerdateien, die mit Sterbetafeln der Allgemeinbevölkerung verglichen wurden. 2005 erfolgte eine Erweiterung der Daten um ein weiteres Kloster außerhalb Bayerns, was den Datensatz auf 11.980 Ordensmitglieder, 6.199 Nonnen und 5.781 Mönche, erweiterte.

### Beteiligte Klöster
Englische Fräulein in Bamberg und Würzburg, Barmherzige Schwestern vom heiligen Kreuz in Gemünden am Main, Karmeliten in Bamberg, Erzabtei der Missionsbenediktiner in St. Ottilien, Dominikanerinnen der hl. Katharina v. Siena von Oakford/Natal in Neustadt am Main, Augustiner in Würzburg, Ritaschwestern in Würzburg, St.-Franziskus-Schwestern in Vierzehnheiligen, Dienerinnen von der hl. Kindheit Jesu in Oberzell am Main, Benediktinerabtei Münsterschwarzach. 2005 kam die Zisterzienserabtei Marienstatt hinzu.

### Rauchverhalten
Die Mehrzahl der Studien über die geschlechtsspezifischen Mortalitätsunterschiede konzentrieren sich auf das Rauchverhalten. Die wesentlich höhere Sterblichkeit der Männer an Lungenkrebs und Herzversagen ist ein Hinweis darauf, dass dieser Faktor wahrscheinlich der größte Beitrag zur Ausweitung der männlichen Übersterblichkeit ist.
In einer Studie wurde mit Hilfe von Daten aus 22 Industrieländern die Hypothese überprüft, dass die Gleichstellung von Mann und Frau zu erhöhten Raucher- und Berufstätigenanteilen bei Frauen und damit auch zu erhöhter Frauenmortalität führt, was sich bestätigt hat. In weiteren Studien wurde festgestellt, dass Rauchen bei jungen erwachsenen Männern zu einem höheren Mortalitätsrisiko führt als bei gleichaltrigen Frauen. Bei Analysen von Bevölkerungsstichproben wurde festgestellt, dass Rauchen ein Risikofaktor für beide Geschlechter ist, aber in größerem Ausmaß für Männer.

### Stressbelastung
Bei Frauen und Männern gilt bei Herz-Kreislauf-Erkrankungen unterschiedlicher sozialer und beruflicher Stress als Auslöser der ungleichen Lebenserwartung. Die Hauptursache wird im sogenannten (Verhaltens-) „Typ A“ vermutet, der oft bei Männern zu finden ist, da er in Verbindung mit Berufstätigkeit steht und Frauen infolge geringeren Anteils an der berufstätigen Bevölkerung seltener den damit verbundenen Belastungen ausgesetzt sind. Dieser Typ ist durch intensive Leistungsbemühung, (Kampf um) Wettbewerbsfähigkeit, leicht zu provozierende Ungeduld, (chronischen) Zeitmangel, Hektik, die durch Gestik und Sprache zum Ausdruck kommt, berufliche Überlastung sowie übermäßige Psychodynamik und Aversion gekennzeichnet. Andererseits soll Kindererziehung nicht weniger Stress erzeugen als Berufstätigkeit.

### Familienstand
Als gesichert gilt, dass verheiratete Personen deutlich besser überleben als unverheiratete. Verheiratete Männer haben eine signifikant niedrigere Sterblichkeit gegenüber allen anderen Familienständen, Ledige gegenüber Verwitweten und Geschiedenen. Auch bei den Frauen ergibt sich aus denselben Gründen eine niedrigere Mortalität. Der Verlust des Ehepartners hinterlässt bei Männern extremere Folgen als bei Frauen. Aus einer finnischen Untersuchung von über 1,5 Millionen Verheirateten geht hervor, dass es beim Verlust des Ehepartners bei Männern zu einem mehr als doppelt so hohen relativen Anstieg der Sterblichkeit kommt wie bei Frauen.
Nach der „Protektionstheorie“ wird der Familienstandseffekt darauf zurückgeführt, dass Verheiratete ein geregelteres Leben führen, geregelter essen und einen gesünderen Lebensstil pflegen als Alleinstehende. Hinzu kommt eine in der Regel größere emotionale Ausgeglichenheit. Dem gegenüber steht die „Selektionshypothese“, nach der gesündere Personen größere Heiratschancen besitzen und folglich die unverheiratete Bevölkerung zu einem größeren Teil aus gesundheitlich Benachteiligten besteht. Ihr widerspricht aber das im Vergleich zu den Verheirateten höhere Mortalitätsrisiko der Verwitweten und Geschiedenen, die ja ebenfalls einst verheiratet waren. Möglich wäre daneben auch die Existenz eines (bislang unbenannten) dritten Faktors, der sowohl den Familienstand als auch die Gesundheit beeinflusst.

### Ungleiche Selektion durch beide Weltkriege
Ausgegangen wird davon, dass selbst die Herausnahme von Kriegssterbefällen des Ersten und Zweiten Weltkrieges aus den amtlichen Statistiken keine von Kriegen unabhängige Berechnung von Sterblichkeitsrisiken zulassen, weil Kriegsereignisse die Überlebenswahrscheinlichkeit von Frauen und Männer in unterschiedlicher Weise beeinflussen. Bei Frauen zeigen sich Sterblichkeitsänderungen während und unmittelbar nach den beiden Weltkriegen aufgrund schlechterer Ernährung, Hygiene, medizinischer Versorgung und einigen anderen Faktoren. An der Front stehende Soldaten sind in der Regel die gesünderen Männer, dagegen sind sie einem erheblichen Risiko ausgesetzt, eines gewaltsamen Todes zu sterben. Deutschland hat im Zweiten Weltkrieg in einzelnen Geburtsjahrgängen bis zur Hälfte verloren.
In Nachkriegszeiten sterben Männer tendenziell früher. Verletzungen, psychische Belastungen, Mangelernährung oder andere gesundheitliche Gefährdungen verkürzen bei Überlebenden die Lebenserwartung. Da diese Männer aber auch 50 und mehr Lebensjahre erreichen und erst dann vermehrt sterben, wirkt sich diese Veränderung der Gesundheitslage vom Krieg Betroffener nicht gleich nach Kriegsende aus. Damit wäre auch erklärt, warum die Übersterblichkeit der Männer nicht schon 1950, sondern erst ab 1960 anwächst; durch vermehrte Zuwanderung statistisch getrübt.
Bei einer Untersuchung der überlebenden Deutschen beider Weltkriege wurde festgestellt, dass die zu Kriegsende männlichen Jugendlichen später eine deutlich erhöhte Mortalität in den mittleren Altersstufen aufwiesen. Bei deutschen Frauen ist derartiges nicht erkennbar. Ähnliches lässt sich, nicht in gleichem Ausmaß, bei den anderen kriegsführenden Ländern beider Weltkriege beobachten. Erklärt wird das dadurch, dass durch Mangelernährung die Blutgefäßstrukturen beeinträchtigt werden, was sich aber erst in den Altersstufen auswirkt, in denen die Herz-Kreislauferkrankungen die häufigste Todesursache darstellen. Das betrifft Jugendliche am Kriegsende am meisten, da Unterernährung in den letzten Wachstumsjahren später nicht mehr ausgeglichen werden kann, wie es dagegen bei kleineren Kindern der Fall ist. Dass sich das ausschließlich bei Männern auswirkt, wird mit der Fähigkeit der Frauen, mehr Fett speichern zu können, erklärt.

### Missionarinnen und Missionare
Eine der systematischen Fragen war, ob der Missionsdienst Einfluss auf die Lebenserwartung hat und ob man die im Missionsdienst tätigen extra bewerten müsste. Das war nicht der Fall, wurden für Missionstätigkeit meist besonders gesunde Nonnen und Mönche ausgewählt. Etwa 40 % der Mönche des Beobachtungszeitraumes gingen auf Mission, aber nur etwa 20 % der Nonnen, wobei Mönche durchschnittlich 30, Nonnen durchschnittlich 25 Missionsjahre absolvierten, bevor sie ins Mutterhaus zurückkehrten.

### Ergebnisse
Nach den Ergebnissen leben Nonnen und Frauen der Allgemeinbevölkerung annähernd gleich lang, dicht gefolgt von Mönchen, die eine im Schnitt ein bis zwei Jahre kürzere Lebenserwartung haben als beide Frauengruppen. Deutlich abgeschlagen sind Männer der Allgemeinbevölkerung, die im Schnitt sechs Jahre weniger leben als Nonnen und Frauen der Allgemeinbevölkerung und bis zu viereinhalb Jahre weniger als Mönche.

## Studienerweiterung
Luy wurde in der Folge mit dem Argument konfrontiert, dass Mönche keinen Alltagsrisiken ausgesetzt sind und so die Schlüsse auf die Allgemeinbevölkerung nicht zulässig wären.

### Unnatürlicher Tod
In einer weiteren, um internationale Daten erweiterten Veröffentlichung geht Luy auf exogene Todesursachen näher ein. Beschrieben werden unter Unfallsterblichkeit der Mönche: Schutz der Klostermauern oder typisch männliches Risikoverhalten? unerwartet häufige Todesursachen wie Verkehrsunfälle, Risikosportarten, Gewaltverbrechen und Suizide, die auch vor Mönchen nicht haltmachen. Die Sterblichkeit von Mönchen unterscheidet sich auch bei externen Ursachen nicht von jener der männlichen Allgemeinbevölkerung. Der „Klostereffekt“ kommt aber bei Nonnen voll zum Tragen – ist doch die Unfallsterblichkeit bei Nonnen noch einmal geringer als die ohnehin schon niedrige Unfallsterblichkeit in der weiblichen Allgemeinbevölkerung.

### Kriegsdienst und Nikotinkonsum

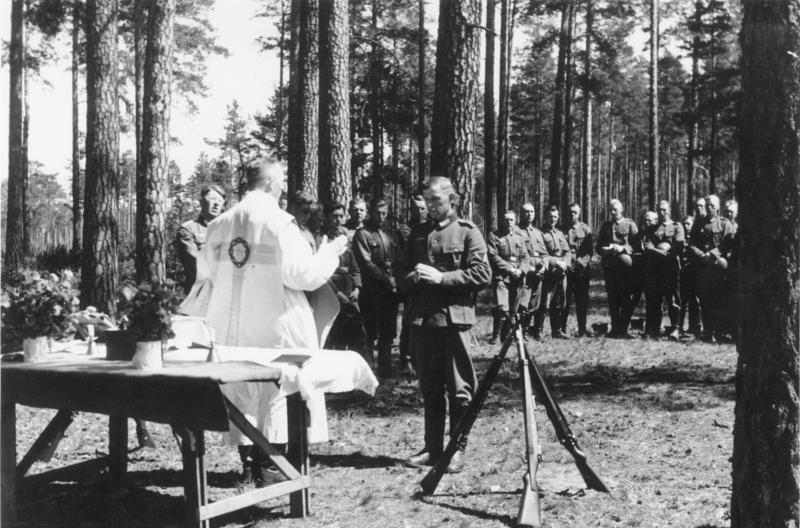
Feldgottesdienst für deutsche Soldaten, Juni 1941

Mönchen wurde das Rauchen im Kloster ab 1945 gestattet. Im Gegensatz zu Nonnen hatten Mönche Kriegsdienst zu leisten und kamen, wenn sie diesen überlebten, teils nikotinabhängig aus Krieg oder Kriegsgefangenschaft in ihre Klöster zurück. Da Mönche keine Waffen gegen andere Menschen einsetzen wollten, wurden sie meist frontnahe in Seelsorge oder Verwundetenbetreuung eingesetzt. Um den durch Kriegsfolgen psychisch belasteten Mönchen nicht die im Krieg erworbene Sucht verbieten zu müssen, beließ man es dabei, und es durfte in Klöstern weiter geraucht werden, was sich Jahrzehnte später in geringem Maße auf die Lebenserwartung auswirkte.
In der ersten Hälfte des 20. Jahrhunderts fielen insgesamt 34,3 % der Kriegsdienst leistenden Mönche.

### Mortalität bei Nonnen
Eigentlich müssten Nonnen gegenüber Frauen der Allgemeingruppe länger leben, was nicht der Fall ist. Gestützt auf empirische Daten wird von der Möglichkeit ausgegangen, dass Berufstätigkeit und Kinderlosigkeit auf die Mortalität von Nonnen Einfluss nimmt.
Als Auslöser bzw. Risikofaktoren für Kreislauferkrankungen (Ursache der meisten gesundheitsbedingten Todesfälle) gelten im Allgemeinen das Rauchen, Adipositas, Bewegungsmangel und Stress in bestimmten Berufen und Tätigkeiten. Während bei Nonnen berufliche Vollbeschäftigung bis ins hohe Alter üblich ist, profitieren Frauen der Allgemeinbevölkerung durch früheren Rentenantritt und weniger beruflichen Stress durch häufigere Hausfrauentätigkeit. Verschiedene Studien haben bereits gezeigt, dass berufsbedingter Stress bei Frauen häufig noch stärker beeinträchtigende Auswirkungen auf die Gesundheit hat als bei Männern.
Bei den Überlebensverläufen stellte sich heraus, dass die westdeutschen Hausfrauen die mit Abstand geringste Sterblichkeit aufweisen und sie sich mit 40 Jahren auf weitere 43,8 Lebensjahre einstellen dürfen. Ebenfalls positiv wirkt sich Mutterschaft aus. Hat man mindestens ein Kind, kann man mit 42,3 weiteren Jahren rechnen. Die Verliererinnen durch höhere Sterblichkeit als beim Durchschnitt sind berufstätige und kinderlose Frauen, die im Alter von 40 Jahren eine zu erwartende ferne Lebenserwartung von 39,2 Jahren haben. Berufstätigkeit und Kinderlosigkeit tritt in der Allgemeinbevölkerung bei Frauen häufig, bei Nonnen ausschließlich kombiniert auf.
Das Klosterleben bietet Nonnen Schutz vor Unfällen, Verletzungen, Vergiftungen, Gewaltverbrechen und Suiziden. Allerdings sind Krebserkrankungen, insbesondere Brustkrebs, häufiger als bei der Allgemeinbevölkerung – trotz Rauchverbot. Ausnahme: Gebärmutterhalskrebs. Bei diesem geht die Wissenschaft davon aus, dass er von den humanen Papillomviren (HPV) verursacht wird. Die Übertragungsart ist oft Schmier- oder Kontaktinfektion beim Geschlechtsverkehr.

## Deutsch-österreichische Klosterstudie
Der Europäische Forschungsrat hat 2010 einen mit bis zu zwei Millionen Euro dotierten Förderpreis an die Wissenschaftsgruppe um Marc Luy vergeben. Damit sollen die Forschungen rund um die Gründe der Übersterblichkeit bei Männern erweitert und die Klosterstudie auch auf Österreich ausgedehnt werden.
Die erste Erhebung (Welle 1) wurde zwischen Juli und Dezember 2012 durchgeführt. Der erste Daten- und Methodenbericht zu Welle 1 wurde im Juni 2014 veröffentlicht. Die Erfassung der zweiten Welle wurde 2015 abgeschlossen.

## Rezeption
- Eckart von Hirschhausen behandelt die Klosterstudie in einem Kapitel seines Buches Die Leber wächst mit ihren Aufgaben[16]
- Ralf Bönt verarbeitete die Erkenntnisse der Klosterstudie in seinem Buch Das entehrte Geschlecht: Ein notwendiges Manifest für den Mann[17]

## Vorträge
- Past and future directions of the German-Austrian „Cloister Study“. Rush University Medical Center, Chicago, USA, 23. August 2011. (Marc Luy)
- Sex differences in health and mortality: obtained results and future aims of the „cloister study“. 23. REVES Meeting,[19] Paris, Frankreich, 25. Mai 2011. (Marc Luy)
- Ageing in an aged society: experiences and attitudes of catholic order members towards population ageing and older people. Posterpräsentation am Jahrestreffen der Population Association of America (PAA), Washington, D.C., USA, 31. März 2011. (Marc Luy, Priska Flandorfer)
- The biological force behind excess male external cause mortality: an analysis of unnatural deaths among catholic order members. Jahrestreffen der Population Association of America (PAA), Dallas, USA, 15. April 2010. (Marc Luy)
- Why do women live longer than men? Findings from the Cloister Study. Euroscience Open Forum (ESOF) 2008, Barcelona, Spanien, 22. Juli 2008. (Marc Luy)
- Do women live longer or do men die earlier? Findings from the Cloister Study. University of Michigan, Institut für Sozialforschung, Ann Arbor, USA, 27. März 2007. (Marc Luy)
- Behaviour or biology? An answer to the question of male excess mortality by comparing the cloistered and the general populations. European Population Conference (EPC) 2003, Warschau, Polen, 28. August 2003. (Marc Luy)
- Are sex mortality differences biologically caused? Madigan revisited by a new comparison of sex-specific survival in monastic and general populations. Posterpräsentation am Jahrestreffen der Population Association of America (PAA), Minneapolis, Minnesota, USA, 2. Mai 2003. (Marc Luy)
- Nature or behaviour? An answer to the question of male excess mortality by a comparison of monastic and general population. 13. Kongress der European Anthropological Association, Zagreb, Kroatien, 31. August 2002. (Marc Luy)

(Auszug)

### Primärstudie 2002
1. ↑  
Marc Luy: Warum Frauen länger leben. Erkenntnisse aus einem Vergleich von Kloster- und Allgemeinbevölkerung. In: Materialien zur Bevölkerungswissenschaft. Nr. 106. Bundesinstitut für Bevölkerungsforschung, 2002, ISSN 0178-918X, DNB 965668789 (Online [PDF; 1,5 MB; abgerufen am 27. November 2012] Zugl. Diplomarbeit 1998).
2. ↑  
Dr. Charlotte Höhn, BiB, im Vorwort (PDF; 1,8 MB)
3. ↑  
S. 42, 2. Absatz (PDF; 1,8 MB)
4. ↑  
Vorbemerkung (PDF; 1,8 MB)
5. ↑  
S. 11 (PDF; 1,8 MB)
6. ↑  
S. 12 (PDF; 1,8 MB)
7. ↑  
S. 12 f. (PDF; 1,8 MB)
8. ↑  
S. 13 f. (PDF; 1,8 MB)
9. ↑  
S. 80 (PDF; 1,8 MB)
10. ↑  
S. 117 ff. (PDF; 1,8 MB)

### Weitere Einzelnachweise
1. ↑  
Project: The Male-Female Health-Mortality Paradox (HEMOX). Österreichische Akademie der Wissenschaften, abgerufen am 2. Februar 2012 (englisch).
2. 1 2  
The Male-Female Health Mortality Paradox. Österreichische Akademie der Wissenschaften, abgerufen am 2. Februar 2012 (ERC Project No. 262663).
3. ↑  
Nachwuchswissenschaftlerpreis der DGD. Deutsche Gesellschaft für Demographie, 1998, abgerufen am 2. Februar 2012.
4. 1 2 3 4 5  
Marc Luy: Hella Ehlers, Heike Kahlert, Gabriele Linke, Dorit Raffel, Beate Rudlof, Heike Trappe (Hrsg.): Geschlechterdifferenz – und kein Ende? Sozial- und geisteswissenschaftliche Beiträge zur Genderforschung. 1. Auflage. Band 8. LIT Verlag, Berlin / Münster 2009, ISBN 978-3-8258-1647-6, 10 Jahre Klosterstudie – gewonnene Erkenntnisse und offene Fragen zu den Ursachen für die unterschiedliche Lebenserwartung von Frauen und Männern, S. 251–273 (eingeschränkte Vorschau in der Google-Buchsuche).
5. ↑  
Pekka Martikainen, Tapani Valkonen: Mortality after the death of a spouse: rates and causes of death in a large Finnish cohort. In: American Journal of Public Health. Vol. 86, Nr. 8, August 1996, S. 1087–1093, doi:10.2105/AJPH.86.8_Pt_1.1087, PMID 8712266 (englisch).
6. ↑  
Marc Luy, Nadine Zielonke: Insa Cassens, Marc Luy, Rembrandt Scholz (Hrsg.): Die Bevölkerung in Ost- und Westdeutschland. Demografische, gesellschaftliche und wirtschaftliche Entwicklungen seit der Wende. VS Verlag für Sozialwissenschaften, Wiesbaden 2009, ISBN 978-3-8350-7022-6, Die geschlechtsspezifischen Sterblichkeitsunterschiede in West- und Ostdeutschland unter besonderer Berücksichtigung der kriegsbedingten Langzeitfolgen auf die Kohortenmortalität, S. 169–198 (eingeschränkte Vorschau in der Google-Buchsuche).
7. ↑  
Marc Luy: Warum Frauen länger leben – wird ein Vergleich der Sterblichkeit von Kloster- und Allgemeinbevölkerung durch Bildungsgrad und Missionstätigkeit der Ordensmitglieder beeinflusst? In: Zeitschrift für Bevölkerungswissenschaft. Band 28, Nr. 1, 2003, ISSN 0340-2398, DNB 011081422, LCCN 76-648849, S. 5–35 (marc-luy.de [PDF; 512 kB; abgerufen am 17. Februar 2012]).
8. 1 2  
Marc Luy: Paul-Hermann Gruner, Eckhard Kuhla (Hrsg.): Befreiungsbewegung für Männer. Auf dem Weg zur Geschlechterdemokratie. Essays und Analysen. 1. Auflage. Psychosozial-Verlag, Gießen 2009, ISBN 978-3-8379-2003-1, Warum Mönche länger leben – Männer und Sterblichkeit: Erkenntnisse aus zehn Jahren Klosterstudie, S. 259–276 (eingeschränkte Vorschau in der Google-Buchsuche).
9. ↑  
Marc Luy: Causes of Male Excess Mortality: Insights from Cloistered Populations. In: Population and Development Review. Vol. 29, Nr. 4, Dezember 2003, S. 647–676, doi:10.1111/j.1728-4457.2003.00647.x (englisch).
10. ↑  
Marc Luy, Christian Wegner: Lebe langsam – stirb alt. Springer Medizin, 22. November 2011, archiviert vom Original (nicht mehr online verfügbar) am 14. Dezember 2011; abgerufen am 9. Februar 2012.
11. ↑  
Charles D. Spielberger, Eric C. Reheiser: The job stress survey: measuring gender differences in occupational stress. In: Journal of Social Behavior and Personality. Vol. 9, Nr. 2, 1994, S. 199–218.
12. ↑  
Frankenhaeuser et al: Stress on and off the job as related to sex and occupational status in white-collar workers. In: Journal of Organizational Behavior. Vol. 10, Nr. 4, 1989, S. 321–346.
13. ↑  
Bereits acht „Starting Grants“ des ERC an Österreich. derStandard.at, 20. August 2010, abgerufen am 2. Februar 2012: „Marc Luy vom Institut für Demographie der Österreichischen Akademie der Wissenschaften (ÖAW) untersucht in seinem ERC-Projekt anhand einer Klosterstudie den Gesundheitszustand und die Lebenserwartung von Nonnen und Mönchen. Dabei konnte bereits gezeigt werden, dass der größte Teil der männlichen Übersterblichkeit in der Allgemeinbevölkerung nicht auf biologische Ursachen zurückzuführen sein kann. Die Gründe müssen daher im Bereich der so genannten Verhaltens- und Umweltfaktoren liegen.“
14. ↑  
Angela Wiedemann, Anja Marcher, Christian Wegner-Siegmundt, Paola Di Giulio, Marc Luy: Der Gesundheits-Survey der Klosterstudie Daten- und Methodenbericht zu Welle I. Forschungsbericht Nr. 37. Verlag der österreichischen Akademie der Wissenschaften, 2014, ISBN 978-3-7001-7662-6.
15. ↑  Klosterstudie. News: Neue Publikation. In: Deutsch-Österreichische Klosterstudie. 16. Juni 2015, archiviert vom Original (nicht mehr online verfügbar) am 18. September 2014; abgerufen am 13. Januar 2016.
16. ↑  
Eckart von Hirschhausen: Die Leber wächst mit ihren Aufgaben. Komisches aus der Medizin. 38. Auflage. Rowohlt Verlag, Reinbek 2008, ISBN 978-3-499-62355-4, Klöster – Es geht ums Überleben, S. 19–22.
17. ↑  
Ralf Bönt: Das entehrte Geschlecht. Ein notwendiges Manifest für den Mann. 1. Auflage. Pantheon, München 2012, ISBN 978-3-570-55185-1, S. 18–20.
18. 1 2  
Publikationen. Archiviert vom Original (nicht mehr online verfügbar) am 22. Juni 2013; abgerufen am 2. Februar 2012.
Präsentationen. Archiviert vom Original (nicht mehr online verfügbar) am 22. Juni 2013; abgerufen am 2. Februar 2012.
19. ↑  
23rd REVES meeting – Are sex differences in health expectancy a social issue? Archiviert vom Original (nicht mehr online verfügbar) am 11. November 2014; abgerufen am 9. Februar 2012: „Réseau Espérance de vie en santé (REVES)“

Koordinaten: 48° 12′ 31,4″ N, 16° 22′ 38,6″ O